# کیسوکه تسومیتا
کیسوکه تسومیتا (انگلیسی: Keisuke Tsumita؛ زادهٔ ۲۳ ژوئن ۱۹۹۳) بازیکن فوتبال اهل ژاپن است.